# Mindener Geschichtsverein
Der Historische Verein für den Kreis Minden-Lübbecke e.V. ist ein Geschichtsverein in der ostwestfälischen Stadt Minden. Das Ziel des Vereins ist es, die Geschichte der Stadt Minden und des regionalen Umfelds zu erforschen. Er ist mit dem Gebiet des ehemaligen Fürstentums Minden, das in etwa dem heutigen Kreis Minden-Lübbecke entspricht, befasst. 

## Geschichte
Der Verein wurde 1922 gegründet, zwischenzeitlich hieß er Mindener Geschichts- und Museumsverein. Zu den Mitbegründern gehörte Hjalmar Kutzleb.

## Veröffentlichungen
Der Verein veröffentlicht jährlich die Mitteilungen des Mindener Geschichtsvereins sowie Monographien zu geschichtlichen Themen.

## Geschichtspreis
Der mit 2500 Euro dotierte Geschichtspreis des Mindener Geschichtsvereins für besonders herausragende wissenschaftliche Arbeiten, die sich um die Geschichte im Fürstbistum Minden beziehungsweise im Kreis Minden-Lübbecke verdient gemacht haben, wird seit 2001 alle drei Jahre vergeben.